# Вероніка Марчук
Вероніка Олена Марчук (при народженні Олена Марчук, пол. Weronika Olena Marczuk, нар. 28 листопада 1971, Київ, УРСР) — польсько-українська громадська діячка, юристка, підприємиця та медійна особистість. Відома в Польщі як кінопродюсер, акторка, телеведуча та письменниця.

## Життєпис

### Ранні роки
Народилася 28 листопада 1971 року в Києві. В 1989 році з медаллю закінчила київську середню школу № 224, залишилася працювати організаторкою позакласної роботи з 1989 до 1991 року. Також закінчила музичну школу і відвідувала гуртки пантоміми і танців.
Під час роботи в школі одночасно навчалася в Ніжинському педагогічному інституті на хіміко-біологічному факультеті. Під час навчання підписала дворічну угоду з однією польською фірмою на два роки про роботу у Польщі.
У 1992—1994 р.р. вивчала зовнішню торгівлю в економічному коледжі в місті Сопот.
Працювала еротичною танцюристкою в нічних клубах. Згодом працевлаштувалася в будівельну компанію Lokacie. В 1995 році одружилася з польським кіноактором та підприємцем Цезарієм Пазурою і залишилась в Польщі. Із чоловіком випустили телесеріал «Секс у меншому місті», де знялася. Також із чоловіком знялась в фільмі «Ненаситність». Посіла 3 місце в 13-му сезоні польських «Танців з зірками». На телеканалі TVN очолювала журі популярного шоу «Просто танцюй».
В 1999 році заочно закінчила юридичний факультет Варшавського університету. Протягом навчання працювала у Міністерстві культури Польщі як молодша юристка[джерело?]. Заснувала юридичну фірму Anvero, що спеціалізується на авторському праві та законах про пресу.
В 1999—2003 навчалася в Регіональній палаті юридичних консультантів в Варшаві.
В 2006—2008 навчалася в Варшаві в Business Center Club, де здобула диплом MBA.
Після розлучення в 2007 році продовжила кінодіяльність, почала громадську діяльність.

### Бізнес та кар'єра
У 1997 році стала CEO та співвласницею продюсерської компанії «Sting Production», з часом розширила свою діяльність та створила групу компаній «Sting Production & Sting Communication & Sting Global», якими керує понині. Група «Sting» включає як бізнес, так і юридичний консалтинг, книговидання, театральне та кіновиробництво, організацію та реалізацію міжнародних заходів та проєктів.
2014 році балотувалась до Європарламенту від Лодзького регіону. Була кандидаткою № 1 в списку коаліції Союзу демократичних лівих сил та Унії праці та першою кандидаткою до Європарламенту українського походження в історії Польщі.
2014—2016 року займає посаду директора розвитку компанії Scotwork у Польщі[джерело?].
2016 року очолила апарат голови правління Укрзалізниці та 2 роки займала посаду директора.
У 2016–2019 роках входила до складу наглядової ради українського банку Express Bank, беручи участь у стратегічному нагляді за управлінням фінансовою установою.
2018 — долучається до керівництва польсько-української господарчої палати в Україні та очолює Polish Business Center у Києві — комерційну платформу палати і працює з польськими інвесторами в Україні, а українськими — у Польщі
У 2018 році була креативною продюсеркою українського сімейного фільму «December Tale» («Пригоди Святого Миколая»), який отримав схвальні відгуки від глядачів і критиків.
2020 року увійшла до ради польсько-української господарчої палати, стала повноважною представницею з питань українського ринку у Варшаві. На загальних зборах 29 червня 2023 року обрана віцепрезиденткою ради палати.

### Громадська діяльність
У жовтні 2006 року обрана головою правління благодійного Фонду «ТПУ — Товариство друзів України» (TPU — Towarzystwo Przyjaciół Ukrainy) у Варшаві. ТПУ є однією з організацій у Польщі, яка підтримує та допомагає Україні, а також активно сприяє польсько-українському порозумінню.
29 квітня 2012 року на Національному стадіоні у Варшаві відбувся благодійний футбольний матч між зірками Польщі та України під назвою «Матч Зірок Обох Народів». Вероніка Марчук була організаторкою події як президентка Товариства друзів України. Матч транслювався у двох країнах та мав велике благодійне значення — зібрані кошти передано дитячим будинкам у Польщі та Україні.
В 2013 році заснувала ГО «Біла Стрічка» в Україні і вперше в Україні провела масштабну кампанію в медіях та носіях реклами, присвячену боротьбі з насильством проти жінок «Любиш — не бий!»
Організувала міжнародний фестиваль «Сусіди за столом», театральний фестиваль українського театру в Польщі, концерти Океану Ельзи, Kozak System, інших артистів. Багато років промотує в Польщі українського художника Івана Марчука. Разом із компанією «Sting Communication» з 2015 до 2023 року організувала серію виставок художника
У 2016 році заснувала та очолила ГО «Міжнародна амбасада жінок-підприємниць» в Україні, яка створює міжнародну мережу для об'єднання жінок у бізнес
У 2021 році Вероніка Марчук видала книгу «O!Ukraїna» – альбом із 30 історіями про сучасну Україну, доповнений традиційними українськими рецептами. Книга сприяє міжкультурному діалогу між Польщею та Україною й стала останнім виданням такого типу до початку війни.
З березня 2025 року Вероніка Марчук є авторкою та ведучою телепрограми на TVP «Відбудова з Веронікою Марчук», українська редакція SlawaTV. Це соціально-економічна програма, присвячена відбудові України та співпраці з Польщею та Європою. Програма транслюється на телеканалі BELSAT та на YouTube.
Вероніка Марчук виступила керівницею виробництва та продюсеркою документального фільму-імпресії «Примари війни», який розповідає про долі українських родин, що тікали від російського вторгнення. Прем'єра фільму відбулась 12 березня 2025 року у Білостоку.
12 квітня 2025 року виступила ініціаторкою та головною організаторкою виставки «Epic Reality» відомого українського художника Івана Марчука. В рамках події вона провела приватну аудієнцію з Папою Франциском у його останній день на посаді перед хворобою.

## Особисте життя
У 1993—1995 роках була одружена з поляком Бартеком Новопольським.
1995 року одружилась з польським кіноактором та підприємцем Цезарієм Пазурою, розлучилися 2007 року. 2009 року на прохання колишнього чоловіка повернулася до дошлюбного прізвища, відмовившись від подвійного (Марчук-Пазура).
17 січня 2020 року народила дочку Анну від партнера-поляка, з яким на той час була 7 років.

## Розслідування

### Звинувачення в корупції
2009 року Марчук затримали польські правоохоронці за звинуваченнями вотриманні частини хабаря в 100 тис. євро від директора польського державного видавництва, яке мали приватизувати. Варшавська прокуратура пред'явила Марчук обвинувачення. Марчук загрожувало до 10 років ув'язнення, вона заявила, що діяла в рамках професійної діяльності і стверджувала, що агент ЦБА намагався її спокусити.
2011 року за неофіційними даними, розслідування мало бути припинено, а звинувачення знято.. Подробиці справи Марчук описала в книзі «Chcę Być jak Agent» (укр. Хочу бути як агент).

### Укрзалізниця
Видання Коментарі у підсумах 2016 року писало, що Укрзалізниця провалила 2016 рік, а команда Войцеха Бальчуна, помічником якого була Марчук, призвела до кількох масштабних криз та серйозних порушень вантажного сполучення. Крім цього, польська команда не змогла забезпечити вагонами аграріїв і металургів. Саму Марчук в статті охарактеризовано як танцівницю в нічному клубі на Балтійському узбережжі".